# Merton (Devon)
Merton – wieś i civil parish w Anglii, w Devon, w dystrykcie Torridge. W 2011 civil parish liczyła 349 mieszkańców. Merton jest wspomniana w Domesday Book (1086) jako Mertone/Mertona.